# Moon Water
「Moon Water」（ムーン・ウォーター）は、工藤静香通算24枚目のシングル。1995年5月19日発売。発売元はポニーキャニオン。

## 解説
作詞は愛絵理（工藤）。デモテープを聴いた時点で、"潤う" という意味の「水」がイメージとして湧いたという。「アレンジの面では今の自分が求めるものを形にでき、とても気に入っています」と当時のインタビューで語っていた。作曲の谷本新は、石橋貴明の同級生。カップリング曲「Still Water」は、「Moon Water」と同じ曲で別詞、別アレンジである。テレビ朝日系『ミュージックステーション』出演時には、TRFのCHIHARU（ダンサー）と共演した。1996年9月18日放送、日本テレビ系オムニバスドラマ『恋愛前夜・いちどだけ2』でモデル・あゆみ役で工藤が出演した際、あゆみが被写体の作品として、本作のジャケット写真が使用された。

## 収録曲
全作詞：愛絵理／作曲：谷本新／編曲：澤近泰輔
1. Moon Water （5分13秒）
2. Still Water （5分01秒）
3. Moon Water （less vocal）
4. Still Water （less vocal）

## 収録アルバム
- Moon Water
  - Purple（10th アルバム）
  - She Best of Best
  - ミレニアム・ベスト
- Still Water
  - 20th Anniversary B-side collection

## 関連人物
- 鎌田敏夫（「恋愛前夜〜いちどだけ〜」原作者）